# Мікрометеороїд

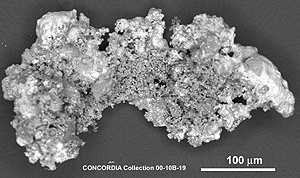
Мікрометеорит, знайдений в антарктичних снігах, був раніше мікрометеороїдом перед входженням в атмосферу Землі

Мікрометеороїд — це дрібний метеороїд; за розмірами є невеликою частинкою породи, важить зазвичай менше грама. Не слід плутати з мікрометеоритом — частиною породи, яка проходить земну атмосферу, доходячи до поверхні Землі.

## Науковий інтерес
Мікрометеороїди є маленькими частинками, які відірвалися від більших уламків каменю чи космічного сміття, що є іноді старшими від Сонячної системи. Мікрометеороїди є дуже розповсюдженими в космосі. Маленькі часточки роблять також вагомий внесок в процес космічного вивітрювання. При ударах по поверхні небесних тіл, які не мають атмосфери, наприклад, Місяця, Меркурія, астероїдів, випаровування від зіткнення з такими частинками спричиняє потемніння та інші оптичні зміни реголіту. Для кращого розуміння наявності мікрометеороїдів у космосі, багато космічних апаратів (такі як Лунар Орбітер 1, Луна 3, Марс 1 та Піонер-5) були оснащені мікрометеороїдними детекторами.
В 1957 Ганс Петерсон провів одне з перших вимірювань випадання космічного пилу на Землю, оцінюючи об'єм в 14 300 000 тон на рік. Якщо б так було насправді, Місяць був би вкритий пилом на велику глибину. В 1961 Артур Кларк популяризував це явище в своїй новелі «Місячний пил». Це стало причиною побоювань щодо можливості приземлень на Місяць, що спричинило необхідність додаткового вивчення питання — запуск декількох космічних апаратів, спроектованих для вимірювання мікрометеоритного потоку (місія Пегас), або прямого вимірювання кількості пилу на поверхні Місяця (місія Сервеєр). Дослідження показали, що потік був значно менший, ніж за попередніми оцінками, близько 10 000 — 20 000 тон за рік, та поверхня Місяця відносно скеляста. Більшість зразків породи, доставлених під час космічної програми Аполлон, мали мікрометеоритні пошкодження на зовнішній поверхні.

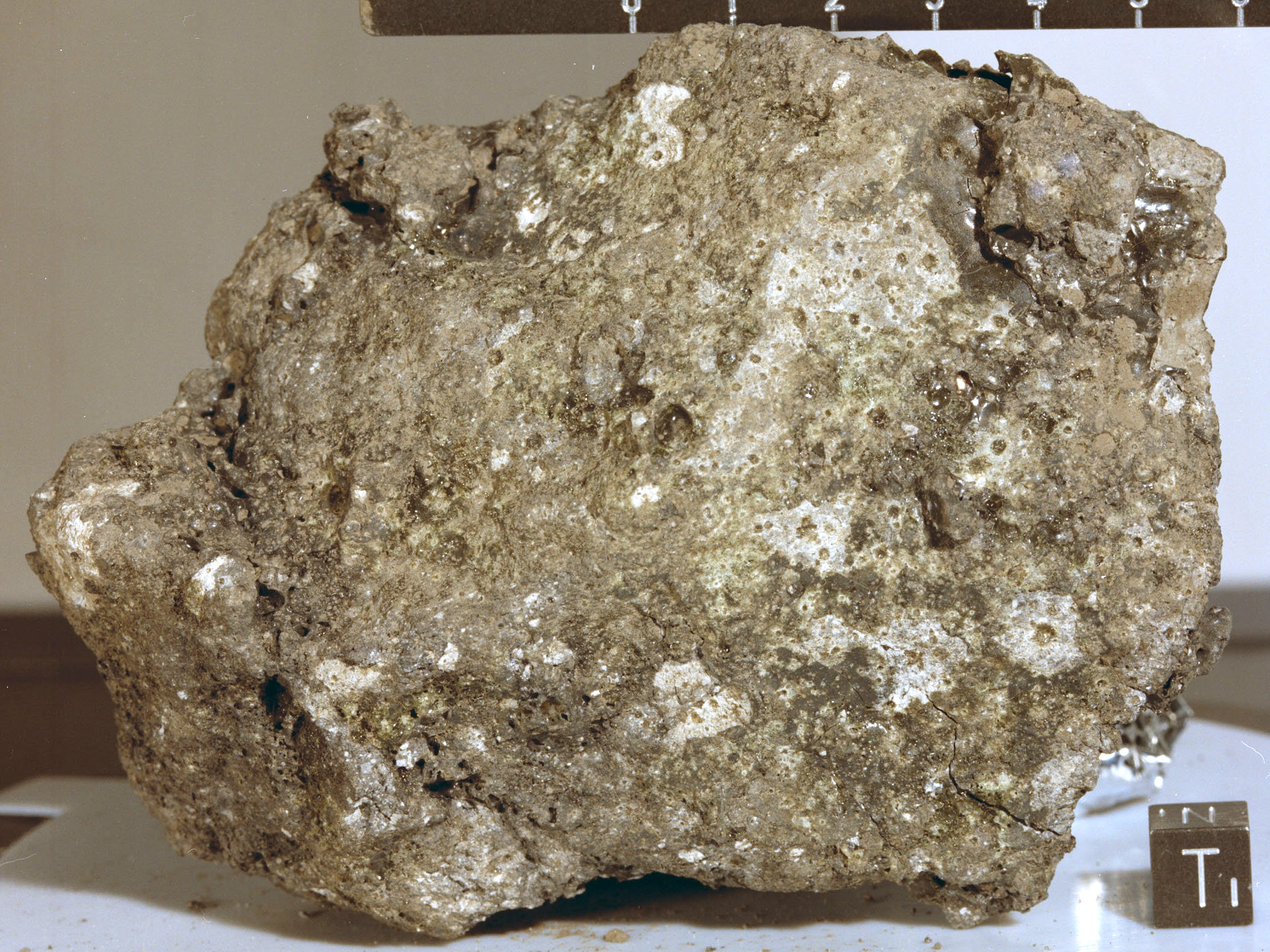
Зразок породи з Місяця, 61195 з Аполлона-16 має численні пошкодження мікрометеоритами

Мікрометеороїди мають менш стійкі орбіти, ніж метеороїди, завдяки більшому співвідношенню їхньої маси до площі. Мікрометеороїди, які падають на Землю, можуть також надати інформацію про формування та еволюцію Сонячної системи. Метеорити та мікрометеорити (так називаються мікрометеороїди по прибуттю на Землю) можуть збиратись лише в місцях, де немає пилової земної седиментації. Зазвичай, це полярні регіони. Для збору мікрометеоритів зібраний сніг плавиться та фільтрується, залишок, що залишився розглядається під мікроскопом.
Надмалі мікрометеороїди зазвичай не нагріваються під час проходження через земну атмосферу через ефект парусності (велика площа до малої маси). Збір таких часток високо літаючими апаратами почався в 1970-х для вивчення в земних лабораторіях.

## Вплив на космічні місії

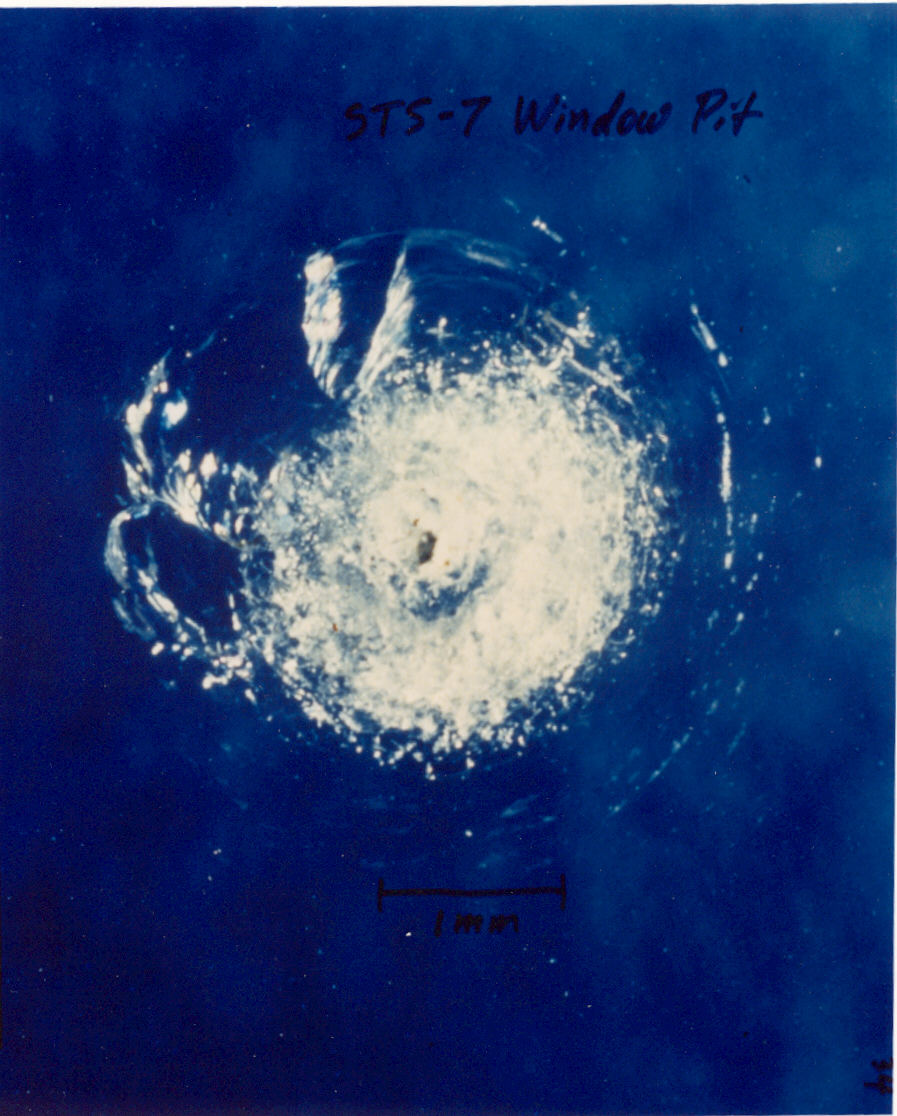
Удар мікрометеороїда по поверхні скла космічного апарата STS-7.

Мікрометеороїди часто є серйозною загрозою для досліджень космосу. Середня швидкість мікрометеороїдів може досягати відносно космічного апарата на орбіті близько 10 кілометрів на секунду. Стійкість космічного оснащення та скафандрів є часто викликом для їх розробників. Завдяки малому розміру, фізичних руйнувань вдається уникнути, проте, велика енергія ударів частинок спричиняє поступове руйнування обшивки космічних апаратів. Ефект, який спричиняють мікрометеороїди схожий на чищення поверхні піскоструменевою машиною, що при великих термінах експлуатації погіршує функціонування космічного апарата.